# Koka (porslin)
Koka är en servis formgiven av Hertha Bengtson 1956 och producerad av Rörstrands Porslinsfabrik. Den lanserades i färgen blå, men tillverkades på 1960-talet även i brunt och grönt och en mycket ovanlig svart. Produktionen fortsatte till 1988.